# Věci veřejné
Věci veřejné (zkratka VV) byla česká politická strana, která v období 2010 až 2012 participovala na vládě Petra Nečase. Jednalo se o stranu typu firmy. Především před parlamentními volbami v roce 2010 se deklarovala jako strana přímé demokracie, vycházející ze spolupráce s registrovanými příznivci (tzv. „véčkaři“) a prosazující referenda. Do Poslanecké sněmovny byla zvolena v květnu 2010 se ziskem 24 mandátů. Po vládní krizi a vnitrostranických sporech v roce 2012 založila tehdejší místopředsedkyně vlády Petra Nečase Karolína Peake stranu LIDEM – liberální demokraté a bývalý ministr školství Josef Dobeš založil Hnutí pro sport.
Strana Věci veřejné úzce spolupracovala s Vydavatelstvím Pražan, které vydávalo časopisy Pražan a Věci veřejné.
V polovině července 2015 se politická strana Věci veřejné transformovala na spolek Věci veřejné, přičemž první předsedkyní spolku byla zvolena Olga Havlová.

## Historie
Věci veřejné vznikly v roce 2001, jako strana byly zaregistrovány 22. července 2002. V roce 2002 získaly VV jeden mandát v zastupitelstvu MČ Praha 1 a působily v opozici v MČ Praha 1. Svou práci zaměřily na pomoc občanům v každodenním řešení jejich problémů ve styku s radnicí – hluk, sociální a právní problémy, deregulace. Zároveň prostřednictvím svého zvoleného zastupitele předkládaly návrhy usnesení ke zlepšení fungování MČ Praha 1. Jejich aktivity inspirovaly občany z jiných míst, tak vznikly v roce 2005 a 2006 místní buňky Věcí veřejných v Praze 7, Černošicích (ta se v roce 2009 osamostatnila pod názvem Věci černošické) a Kostelci nad Orlicí.
Článek z portálu Novinky.cz, který vyšel 15. února 2012 poukazuje na slábnoucí členskou základnu strany. V roce 2010 zaplatilo členský příspěvek cca 1 700 členů. Po volbách 2010 však prudce vzrostl zájem o členství a čekatelů o něj tak bylo přes 4 000. Nicméně po mnoha nezdarech, korupčních aférách a nepopulárních krocích vedení strany, začátkem roku 2012 zaplatilo členský příspěvek (a stalo se tak opětovně řádnými členy) jen něco přes 800 lidí.
Dne 14. července 2015 se politická strana Věci veřejné transformovala na spolek Věci veřejné, přičemž první předsedkyní spolku byla zvolena Olga Havlová.

## Lidé

### Předsednictvo

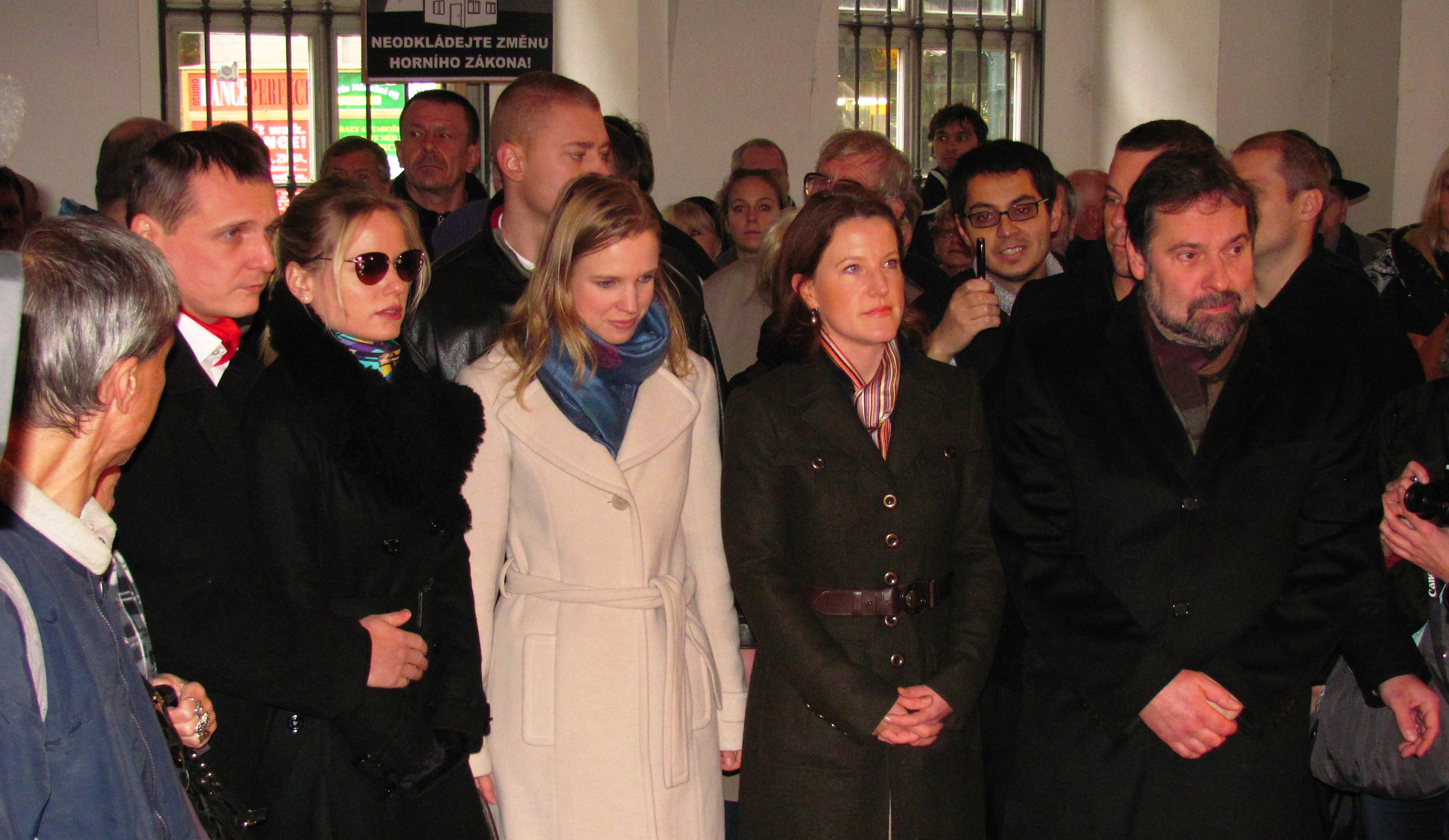
Přední členové strany v roce 2010 zleva: Vít Bárta, Kateřina Klasnová, Lenka Andrýsová, Karolína Peake a Radek John na Národní třídě v Praze při vzpomínce na události 17. listopadu 1989 v roce 2010

Dne 25. ledna 2014 si strana zvolila vedení ve složení:
- Jiří Kohout – předseda
  - Olga Havlová – 1. místopředsedkyně
    - David Kádner – místopředseda
    - Miroslav Malchar – místopředseda (rezignoval v roce 2014/2015)
    - Simona Chytrová – místopředsedkyně (rezignovala v roce 2014)
    - Alice Čečilová – místopředsedkyně (rezignovala v roce 2014)
    - Jan Ježovica – místopředseda
    - Petr Vittek – místopředseda (kooptován 21. ledna 2015)[13]

Toto předsednictvo stranu vedlo až do její transformace na spolek v červenci 2015.

### Předsedové strany
| Pořadí | Osoba                  | Funkční období                      |
| ------ | ---------------------- | ----------------------------------- |
| 1.     | Fredegar Formen        | 22. července 2002 – 20. ledna 2003  |
| 2.     | Stanislava Moravcová   | 20. ledna 2003 – 5. března 2005     |
| 3.     | Jaroslav Škárka        | 5. března 2005 – 27. června 2009    |
| 4.     | Radek John             | 27. června 2009 – 16. února 2013    |
| 5.     | Vít Bárta              | 16. února 2013 – 25. listopadu 2013 |
| –      | David Kádner (dočasně) | 25. listopadu 2013 – 25. ledna 2014 |
| 6.     | Jiří Kohout            | 25. ledna 2014 – 14. července 2015  |

#### Předchozí členové vlády
Následující členové strany zasedali ve vládě Petra Nečase za Věci veřejné:
- Odvoláni z vlády
  - Radek John – místopředseda vlády pro boj s korupcí (13. červenec 2010 – 20. květen 2011, odvolán po demisi); ministr vnitra (13. červenec 2010 – 21. duben 2011, odvolán na návrh premiéra),
  - Josef Dobeš – ministr školství, mládeže a tělovýchovy v demisi, podal demisi, výkon funkce skončil 31. března 2012,
  - Vít Bárta – ministr dopravy (13. červenec 2010 – 21. dubna 2011, odvolán po demisi).
- Vystoupili ze strany
  - Karolína Peake – místopředsedkyně vlády, předsedkyně Legislativní rady vlády, v dubnu 2012 vystoupila ze strany, dále zůstala členkou vlády,
  - Pavel Dobeš – ministr dopravy, v dubnu 2012 vystoupil ze strany, dále zůstal členem vlády
  - Kamil Jankovský – ministr pro místní rozvoj, v dubnu 2012 vystoupil ze strany, dále zůstal členem vlády

### Předchozí vedení
do 2013
- Radek John – předseda
  - Jana Drastichová – místopředsedkyně
  - Tomáš Jarolím – místopředseda
  - Kateřina Klasnová – místopředsedkyně
  - Jiří Kohout – místopředseda
  - Petr Skokan – místopředseda

2013
Na XVI. stranické konferenci 16. a 17. února 2013 bylo zvoleno vedení strany ve složení:
- Vít Bárta – předseda (rezignoval 25. listopadu 2013)
  - Petra Quittová – výkonná místopředsedkyně (rezignovala 25. listopadu 2013)
    - Jana Drastichová – místopředsedkyně (rezignovala 3. září 2013)
    - Michal Babák – místopředseda (rezignoval 3. září 2013)
    - Petr Skokan – místopředseda
    - Jiří Lexa – místopředseda
    - Zdeněk Renc – místopředseda (rezignoval 3. září 2013)
    - David Kádner – místopředseda (kooptován 25. listopadu 2013)
    - Olga Havlová – místopředsedkyně (kooptována 25. listopadu 2013)

### Neformální vedení
Za skutečného lídra strany byl médii do zvolení předsedou v roce 2013 považován Vít Bárta, který se od počátku účastnil koaličních vyjednávání o vzniku vlády Petra Nečase za stranu Věci veřejné a následných koaličních jednání ve formátu K9 (tři členové za každou vládní stranu).

### Poslanci po volbách 2010
Poslanci zvolení na kandidátce Věcí veřejných v parlamentních volbách 29. května 2010:
- Andrýsová Lenka
- Babák Michal
- Bárta Vít
- Dobeš Josef
- Drastichová Jana
- Fraňková Štěpánka
- Chaloupka Otto
- John Radek
- Kádner David
- Klasnová Kateřina
- Navrátilová Dagmar
- Novotný Josef
- Paggio Viktor
- Peake Karolína
- Rusnok Jiří
- Skokan Petr
- Suchá Jana
- Štětina Jiří
- Šťovíček Milan
- Vacek Martin
- Vysloužil Radim

## Politický program
Strana Věci veřejné nechává své členy a registrované příznivce rozhodovat v internetových referendech o různých částech programu. Možnost hlasovat je po registraci možná na webových stránkách www.veciverejne.cz. Zaregistrovaní příznivci strany s právem hlasovat se nazývají Véčkaři.
Příklad internetového referenda: na otázku „Podporujete šrotovné?“ odpovědělo ANO 25,04 % Véčkařů, NE 74,96 %. Strana proto bude vystupovat proti zavedení šrotovného.
Strana navrhovala prodloužení ochranné doby autorského díla ze 70 let na 90 let.

## Volby

### Obecní volby 2006
Ve volbách v roce 2006 v Praze 1 získaly 22% hlasů a staly se druhou nejúspěšnější stranou. Vznikla zde však koalice bez Věcí veřejných mezi ODS a stranami ED, ČSSD. Buňky Věcí veřejných v Černoších a Kostelci získaly v místních zastupitelstvech čtyři, resp. dva mandáty. V roce 2008 vznikla buňka Věcí veřejných také v Praze 5.

### Senátní volby 2008
V roce 2008 se Věci veřejné účastnily voleb do Senátu, kde jejich dva kandidáti v pražských okrscích Praha 1 a Praha 5 nebyli zvoleni.

### Volby do EP 2009
Věci veřejné ohlásily svou účast v předčasných volbách do Poslanecké sněmovny 9. a 10. října 2009.
V roce 2009 se Věci veřejné zúčastnily voleb do Evropského parlamentu. Lídrem kandidátní listiny byla původně Jana Zachová, která však byla dne 30. dubna 2009 odvolána volebním zmocněncem VV Ing. Jiřím Vejmelkou. Lídrem kandidátní listiny se pak stala dvojka na kandidátce, zastupitelka Prahy 1 ThDr. Kateřina Klasnová. Věci veřejné se se ziskem 2,40 % hlasů umístily na sedmém místě. Nejvíce hlasů získaly v Praze (3,13 %), nejméně v Moravskoslezském kraji (1,51 %).

### Parlamentní volby 2010

Výsledky VV ve volbách do Poslanecké sněmovny v roce 2010.

Pro volby do PSP ČR v roce 2010 museli všichni kandidáti podepsat vázací smlouvu na jejímž základě se vzdali ústavou garantovaného volného mandátu a zavázali se pod hrozbou pokuty sedm milionů Kč hlasovat podle rozhodnutí stranického vedení. Ústavní právník Kysela v rozhovoru označil tyto smlouvy za protiústavní. Strana ve volbách nich získala 10,88 % hlasů, což představovalo 24 mandátů v dolní komoře. 5. dubna 2011 byl z poslaneckého klubu i strany vyloučen Jaroslav Škárka, který se stal nezařazeným poslancem, a strana disponovala 23 mandáty.

### Parlamentní volby 2013
Ve volbách do PSP ČR v roce 2013 kandidovali někteří členové Věcí veřejných na kandidátce hnutí Úsvit přímé demokracie Tomio Okamury. Jako poslanci byli zvoleni: za Jihočeský kraj - Karel Pražák, za Ústecký kraj - David Kádner, a za Moravskoslezský kraj - Olga Havlová. Poslancem se stal rovněž MUDr. Jiří Štětina za Královéhradecký kraj, exposlanec VV zvolen jako nestraník. Tito jmenovaní poslanci jsou členy poslaneckého klubu Úsvitu přímé demokracie, jenž vznikl vznikl v 7. období 5. listopadu 2013.

### Volby do EP 2014
Ve volbách do Evropského parlamentu získaly VV celkem 6 988 hlasů, což bylo 0,46 % všech hlasů.

## Financování
- Klub angažovaných podnikatelů
  - Lukáš Semerák, 3,5 milionu korun, předseda představenstva a spolumajitel S.P.I. Holdings[27]
- Michal Babák, 3,5 milionu korun, majoritní vlastník a jednatel MxB s.r.o., zvolen do sněmovny za VV v Jihomoravském kraji[27]
- Kamil Jankovský, 3 miliony korun, generální ředitel Phar-service a.s.,[27] nezvolen za VV v Praze[28]
- Vít Bárta, 2 miliony korun, předseda dozorčí rady ABL, a.s.[27] zvolen za VV v Praze[28]

V červnu 2010 oznámil podnikatel Zdeněk Bakala, že během předvolební kampaně věnoval politické straně 6 milionů korun.
Strana byla nepřímo sponzorovaná zadáváním drahé inzerce firmou ABL v časopise „VĚCI VEŘEJNÉ“.

## Kauzy a kritika

### Kritika L. Zaorálka
Lubomír Zaorálek, místopředseda ČSSD, vyzval 3. června 2010 stranu, aby vrátila šest milionů korun, které dostala na volební kampaň od Zdeňka Bakaly, nebo aby je předala sdružení nájemníků BYTYOKD.CZ zastupujícího nájemníky usilují o koupi bývalých bytů OKD, jež nyní vlastní společnost RPG Byty ovládaná Bakalou. Podle Zaorálka je absurdní, že strana Bakalu kritizovala, že nájemníky bytů OKD obelhal slibem o umožnění odkoupit za netržní cenu, a zároveň se od něj dává financovat.

### Insolvenční řízení
Dne 4. března 2011 se strana na návrh svého věřitele, mediální agentury MÉDEA podnikatele Jaromíra Soukupa, dostala do insolvenčního řízení. To bylo ale následně zastaveno, protože věřitel vzal svůj návrh zpět.

### Kauza financování poslanců
V časopise Respekt vyšel 4. dubna 2011 článek, podle něhož výkonný místopředseda strany a poslanec Jaroslav Škárka redaktorům tvrdil, že pravidelně bere od Víta Bárty peníze za loajalitu a mlčení o financování strany. Po jeho uveřejnění Škárka i Bárta zprvu vnitrostranickou korupci popřeli; Škárka ovšem zanedlouho verzi Respektu potvrdil, podal na Víta Bártu trestní oznámení a rozhodl se odejít ze strany. Avšak dříve než tak učinil, byl 5. dubna z poslaneckého klubu a strany vyloučen. Podle Víta Bárty nešlo o peníze za mlčenlivost ve věci financování strany, ale o půjčku, např. na nákup oblečení. Jiní poslanci strany pak potvrdili, že jim neformální lídr strany podobné půjčky také nabízel, a to jako finanční kompenzaci za jimi odhlasované citelné snížení poslaneckých platů.
Poté se kauza rozrostla o další poslance strany, tehdejší předsedkyně poslaneckého klubu Kristýna Kočí podala kvůli podobnému činu na Bártu též trestní oznámení a vyzvala jej k rezignaci na všechny funkce, následně byla 7. dubna vyloučena z poslaneckého klubu i ze strany. Podle ní šlo v jejím případě o půlmilionový úplatek za loajalitu Bártovi, který dala ihned do notářské úschovy, předseda Věcí veřejných Radek John ale tvrdí, že si tyto peníze půjčila na kabelky a pak z toho udělala úplatek. Poslanec Stanislav Huml z klubu odešel téhož dne sám a prohlásil, že s Věcmi veřejnými již nechce mít nic společného. Klub jej ovšem i tak formálně vyloučil. Výhrady má dále poslankyně Jana Suchá, ta však chce v poslaneckém klubu a ve straně zůstat.
8. dubna na funkci ministra dopravy rezignoval Vít Bárta, se sdělením, že nechce zatěžovat reformní činnost vlády svou kauzou a hodlá všechny nejasnosti okolo financování a další kritiku jasně objasnit. Kandidatury na post předsedy strany se nevzdal.
Bártovi se podařilo zbavit se obvinění až 19.12.2012, kdy odvolací soud pro Prahu 5 konstatoval, že nebylo dokázáno, že peníze byly úplatky.
V lednu 2014 Nejvyšší soud zamítl dovolání státního zástupce proti dřívějšímu rozsudku, a tím byli Vít Bárta i Jaroslav Škárka definitivně zproštěni všech obvinění.

### Financování strany
V souvislosti s finanční aférou strany probíhající na jaře roku 2011 zjistil časopis Respekt, že obnos 6 milionů Kč, jež Michal Babák daroval Věcem veřejným si, dle jeho vlastního tvrzení, za tímto účelem vypůjčil od společnosti WCM CZ (v níž figuruje coby jednatel), a splácí jí je z výtěžku prodeje akcií společnosti, na jejíž jméno si údajně nevzpomněl. Možnost, že by v této kauze figuroval pouze jako prostředník někoho, kdo si přeje zůstat veřejnosti neznám, Babák popřel. V přiznání majetku a příjmů při vstupu do Sněmovny Babák přiznal pouze měsíční příjem ve výši 200 000 Kč, vlastnictví tří nemovitostí (zatížených hypotékou) a automobilu, nikoliv akcií v hodnotě 30–40 milionů. Za prodej svých podílů ve společnostech MB consulting a Dark dog v letech 2006 a 2007 získal 50 000 resp. 40 000 Kč. Předseda strany Radek John dne 13. dubna prohlásil že materiály k Babákovu financování má strana v tašce, ale odmítl je ukázat. Dne 16. dubna 2011 prohlásil Babák ve vyjádření deníku Právo, že 650 000 Kč poskytl Věcem veřejným ze svých soukromých prostředků, 2,5 milionu si vypůjčil z vlastní firmy MxB a 3,5 milionu od firmy WCM CZ; a své dluhy chce splatit prodejem 15 % akcií na majitele společnosti Bene Factum, který má být uskutečněn v letošním roce. Vlastnictví těchto akcií Babák při vstupu do Sněmovny nepřiznal, dle svého prohlášení dílem protože v té době neznal jejich přesnou aktuální hodnotu, dílem protože nechtěl, aby jeho majetkové poměry byly známy v místě jeho bydliště. Podle veřejně dostupných údajů však po 50 % společnosti Bene Factum patří Miloši Havránkovi a Petru Šrámkovi.
Poslanec Babák existenci svého podílu ve společnosti Bene factum nedoložil, s odvoláním na obchodní tajemství, s tím, že jeho tvrzení bude v budoucnu potvrzeno tiskovým prohlášením společnosti Bene factum. Smlouvy, které dokládají, že si na sponzoring strany vypůjčil od společností WCM CZ a MxB, jsou podepsány pouze Babákem (který je jednatelem první a spoluvlastníkem druhé z nich), takže nelze zcela vyloučit možnost, že smlouvy vznikly až dodatečně, a Babák odmítl zpřístupnit zástupcům tisku účetní knihy, v nichž by měla být data zaznamenána, s poukazem na obchodní tajemství. Existenci půjček dokládá výpisy ze svého bankovního účtu, a existenci 3,5 milionové půjčky od společnosti WCM CZ potvrzuje i minoritní vlastník WCM CZ Josef Liška. Odhadovaný výnos (35 milionů Kč) z prodeje svého podílu ve společnosti Bene factum vysvětluje poslanec Babák jejím obratem v posledních letech, podle poslední dostupné účetní uzávěrky z roku 2009 však byla účetní hodnota celé společnosti 1,363 milionu Kč, a společnost vykazuje mírnou ztrátu.
Převody peněžních sum na Babákův účet, které zčásti probíhaly v hotovosti, vzbudily podezření banky, která své pochybnosti o původu peněz oznámila Finančně analytickému útvaru ministerstva financí, který v květnu 2011 zahájil prověřování transakcí.
V souvislosti s aférou financování poslanců strany bylo také zjištěno, že příspěvky Lukáše Vícha, který dle vlastního prohlášení daroval straně 27 000 Kč, nejsou uvedeny v oficiálních výročních zprávách strany, což potvrzuje netransparentnost jejího financování.
Dne 17. dubna 2011 bylo také týdeníkem Respekt zjištěno, že na některých smlouvách s finančními přispěvateli strany pro rok 2010 byl podpis tehdejšího prvního místopředsedy strany J. Škárky zfalšován, což bylo doloženo odborným grafologickým posudkem. Věci veřejné se k této záležitosti odmítly vyjádřit, s odkazem na odpovědnost Škárky (začátkem dubna ze strany vyloučeného protože obvinil Víta Bártu z uplácení za mlčení o financování strany), který ještě coby místopředseda správnost dokumentace souhrnně stvrdil svým podpisem ve výroční zprávě VV.
Dne 22. dubna 2011 vyšlo najevo, že v seznamu sponzorů, jenž je povinnou součástí výroční zprávy stran, nejsou uvedeny dary v řádu desetitisíců korun od Vratislava Vařejky, bývalého asistenta poslance VV Otto Chaloupky.
Po ročním vyšetřování bylo v červnu 2012 protikorupční policií potvrzeno že financování VV je v pořádku, přes některé nesrovnalosti v účetnictví, žádné spáchání trestného činu, či praní špinavých peněz nezjistila. Protikorupční útvar provedl výslechy mnoha osob, zadal znalecký posudek a vycházel z forenzního auditu strany, poslanec Babák navíc nechal provést audit účetnictví vlastních financí, firem i VV za posledních deset let.

### Plán z roku 2008
V pátek dne 8. dubna 2011 uveřejnila Mladá fronta DNES dokument pocházející z října roku 2008, v němž jeho údajný původce Vít Bárta, faktický vedoucí činitel Věcí veřejných, rozvíjí koncepci navýšení ekonomické moci společnosti ABL v České republice do r. 2014 prostřednictvím zvýšení politické moci Věcí veřejných (koalice s ODS na radnici hl. m. Prahy, rozvoj vztahů s představiteli ČSSD) a z ní posléze plynoucího navýšení zakázek od veřejné sféry a ekonomických elit země.
Bárta se vzdal vedení agentury ABL už před volbami a zahájil kroky k tomu, aby s firmou neměl nic společného. Po kritice kvůli střetu zájmů, v červnu 2010 také prodal svou polovinu této bezpečnostní agentury.

#### Volební preference od roku 2010
| Datum průzkumu | procenta | mandáty |
| -------------- | -------- | ------- |
| 24. 5. 2010    | 12,6 %   | 26      |
| 31. 8. 2010    | 7,9 %    | 17      |
| 29. 9. 2010    | 8,8 %    | 17      |
| 7. 10. 2010    | 9,6 %    | 17      |
| 5. 11. 2010    | 6,3 %    | 9       |
| 2. 2. 2011     | 7,3 %    | 15      |
| 2. 3. 2011     | 6,5 %    | 11      |
| 7. 4. 2011     | 6,7 %    | 11      |
| 29. 4. 2011    | 4,7 %    | 0       |
| 31. 5. 2011    | 3,0 %    | 0       |
| 29. 7. 2011    | 3,7 %    | 0       |
| 30. 8 2011     | 3,7 %    | 0       |
| 23. 9. 2011    | 3,3 %    | 0       |
| 7. 10. 2011    | 3,6 %    | 0       |
| 4. 11. 2011    | 2,2 %    | 0       |
| 2. 12. 2011    | 2,5 %    | 0       |
| 13. 2. 2012    | 2,2 %    | 0       |
| 8. 3. 2012     | 2,3 %    | 0       |
| 5. 4. 2012     | 1,4 %    | 0       |
| 3. 5. 2012     | 1,2 %    | 0       |
| 29. 5. 2012    | 0,9 %    | 0       |

Již krátce po vstupu do Nečasovy vlády začaly volební preference Věcí veřejných klesat, v dubnu 2011 se dostaly pod pětiprocentní hranici. Podle průzkumu u agentury Factum Invenio z dubna 2012 by strana Věci veřejné spadla v preferencích na historické minimum od voleb 2010, a to na pouhé 1,4 %. Výzkum proběhl ještě těsně před kauzou, kdy špičky VV v podstatě oznámily odchod z vlády a následně opět zahájily jednání o pokračování vlády. Strana tím velice utrpěla, protože se nedokázala jednoznačně přiklonit ani k jedné z možností, a rozkoly v ní vygradovaly až ve faktickou sebedestrukci původně jednotného vedení strany i členské základny.

## Trojkoalice a odchod do opozice
Po rezignaci Víta Bárty premiér Petr Nečas oznámil, že v pondělí 11. dubna 2011 prezidentu republiky navrhne odvolání dvou ministrů za tuto stranu, jmenovitě Radka Johna a Josefa Dobeše a předá demisi ministra Bárty. Tak se také stalo.
Další setrvání na trojkoaličním projektu strana podmínila demisí ministrů Vondry, Fuksy a Kalouska, a to podle principu „presumpce viny,“ který byl podle vyjádření uplatněn na jejich členy kabinetu. 11. dubna nabídl demisi ministr obrany Alexandr Vondra, aby neblokoval vládní změny a umožnil budoucí spolupráci trojkoalice. Premiér Nečas od VV požadoval odchod lidí spojených s firmou ABL a demisi Vondry nepřijal. Požadavky obou stran dohody nebyly splněny. Po vypršení termínu byl vyjednán dodatek ke smlouvě a nový termín, stanovený na 30. června. K tomuto datu se premiér a Věci veřejné dohodli na „úpravách“ ve vládě a přiřknutí čtyř ministerských postů.
19. dubna vzešla z jednání ve formátu K12 koaliční dohoda, podle níž Radek John zůstane vicepremiérem, nově s gescí boje proti korupci, Josef Dobeš setrvá na postu ministra školství, mládeže a tělovýchovy, novým ministrem dopravy se stane Radek Šmerda a ministrem vnitra pak Jan Kubice. 21. dubna pak prezident republiky jmenoval dva nové ministry.

### Rozštěpení strany a poslaneckého klubu na jaře 2012
V důsledku vleklé vládní politické krize a vnitrostranických sporů ve straně Věcí veřejných, 17. dubna 2012, pouhé čtyři dny po vyhlášení rozsudku nad poslanci VV Vítem Bártou a Jaroslavem Škárkou,
ohlásila dosavadní místopředsedkyně VV, poslankyně a místopředsedkyně vlády za Věci veřejné Karolína Peake odchod z Věcí veřejných a založení nové politické platformy. Odchod z Věcí veřejných a přechod do platformy Karolíny Peake následně potvrdili oba zbývající ministři za Věci veřejné – Pavel Dobeš a Kamil Jankovský a dále 4 z 21 poslanců, kterými strana v té době disponovala – Lenka Andrýsová, Dagmar Navrátilová, Viktor Paggio a Jana Suchá. Spolu s Karolínou Peake prý nadále hodlají plnit koaliční smlouvu. O den později měla tato parlamentní frakce včetně samotné K. Peake a přistoupivších Jiřího Rusnoka a Martina Vacka k dispozici již 7 poslanců. Premiér Nečas v té době vypověděl koaliční spolupráci s Věcmi veřejnými a vyjádřil se, že s platformou Karolíny Peake bude ochotný spolupracovat, ale pouze tehdy, vytvoří-li tito poslanci alespoň poslanecký klub (pro který platí minimum 10 poslanců), bez takovéto podpory by většinu ve sněmovně již nepovažoval za bezpečnou a raději vyhlásí předčasné volby.

Předseda strany Radek John reagoval na vystoupení Karolíny Peake ze strany ze zahraničí prohlášením, že je šokován, že situace mu připomíná „Sarajevský atentát“ v ODS z roku 1997, a dále: 
„Odpadlíci využili mé cesty do Varšavy, o které dlouhodobě věděli, a za mými zády vyhlásili platformu funkcí a postů.“

 a poslanecký klub Věcí veřejných se prý sejde co nejdříve a bude situaci řešit s rozvahou. 19. dubna pak poslanecký klub Věcí veřejných ze svého středu vyloučil jednak Víta Bártu a jednak již sedm „přeběhlíků“, kteří opustili stranu pro frakci Karolíny Peake (včetně Jiřího Rusnoka, Martina Vacka). Hlasování se účastnilo zbývajících 12 členů poslaneckého klubu. 21. dubna z Věcí veřejných přestoupil do platformy Karolíny Peake osmý poslanec – Radim Vysloužil.

### Činnost v opozici
Věci veřejné se po odchodu z koalice soustředily na opoziční práci. Předseda VV Vít Bárta vtiskl po svém zvolení za předsedu v únoru 2013 novou strategii, částečně spočívající v boji proti oligopolům a kartelům. Bárta, Babák a další poslanci předložili několik zákonů, například novelu zákona o spotřebitelském úvěru, který měl omezit lichvu, novelu energetického zákona, přinášející liberalizaci na trhu s teplem, zákon o zrušení anonymních akcií a další. VV také podpořily návrh zákona o loteriích a jiných podobných hrách z pera ministra financí Miroslava Kalouska. Zákon umožňoval okamžité stažení nelegálně povolených automatů, nicméně i Kalousek se v klíčovém hlasování 13. 8. 2013 zdržel. Kateřina Klasnová navrhla 22. 3. 2013 sněmovně usnesení, jehož přijetím poslanci zavázali vládu ke zrušení sKaret, k němu nakonec došlo 8. 8. 2013.

## Transformace na spolek
Dne 14. července 2015 se politická strana Věci veřejné transformovala na spolek Věci veřejné. Důvodem transformace bylo, že straně chyběly peníze na provoz a její členové začínali postupně spolupracovat s jinými subjekty. Úmyslem bylo, aby značka Věci veřejné úplně nezmizela, nadále měla působit jako sdružení a kandidovat v komunálních volbách.
První předsedkyní spolku byla zvolena Olga Havlová, jeho řadovými členy v té době byli například i bývalí předsedové Jiří Kohout, Vít Bárta a Radek John.